# Плотниково (присілок, Промишленнівський округ)
Пло́тниково (рос. Плотниково) — присілок у складі Промишленнівського округу Кемеровської області, Росія.

## Населення
Населення — 260 осіб (2010; 251 у 2002).
Національний склад (станом на 2002 рік):
- росіяни — 75 %